# Chedly Nefzaoui
Chedly Nefzaouii – tunezyjski zapaśnik walczący w obu stylach. Brązowy medalista igrzysk afrykańskich w 1978, a także mistrzostw arabskich w 1979 roku.